# World Wide Tour 1997
World Wide Tour 1997 es la primera gira oficial mundial de Laura Pausini, que comenzó en Ginebra el 1 de marzo de 1997 y finalizó en Atlantic City el 28 de junio de 1997.

### Banda
- Filippo Martelli: piano
- Eric Buffat : Teclado electrónico
- Riccardo Galardini: guitarra eléctrica
- Ray Fuller: guitarra eléctrica
- Lorenzo Forti: bajo eléctrico
- Massimo Pacciani: batería eléctrica
- Stefano Cantini : vientos, percusión
- Monica Magnani: coros
- Emanuela Cortesi : coros
- Rossella Ruini: coros
- Stefano De Maco:coros

### Repertorio
1. Incancellabile
2. Ascolta il tuo cuore
3. 16/5/74
4. Strani amori
5. Che storia è
6. Perché non torna più
7. Seamisai
8. Le cose che vivi
9. Due innamorati come noi
10. Mi dispiace
11. La solitudine
12. Ragazze che
13. Medley: Mi rubi l'anima, Il coraggio che non c'è, Lui non sta con te, Un amico è così, Dove sei, Baci che si rubano
14. Un giorno senza te
15. La voce
16. Il mondo che vorrei
17. Angeli nel blu
18. Gente

### Fechas
febrero
- 22 de febrero de 1997, Viña del Mar (Chile), Festival de Viña del Mar

marzo
- 1 de marzo de 1997, Ginevra (Suiza), Palais Du Sport
- 4 de marzo de 1997, Ravenna (Italia), PalaDeAndrè
- 6 de marzo de 1997, Napoli (Italia), PalaPartenope
- 7 de marzo de 1997, Bari (Italia), PalaFlorio
- 9 de marzo de 1997, Torino (Italia), PalaTorino
- 10 de marzo de 1997, Milano (Italia), Mediolanum Forum d'Assago
- 11 de marzo de 1997, Parma (Italia), Palasport Bruno Raschi
- 14 de marzo de 1997, Frauenfeld (Suiza), Festhutte
- 15 de marzo de 1997, Bellinzona (Suiza), Palabasket
- 18 de marzo de 1997, Montichiari (Italia), PalaGeorge
- 19 de marzo de 1997, Neuchâtel (Suiza), Patinoire Du Litoral
- 21 de marzo de 1997, Bruselas (Bélgica), Forest National
- 23 de marzo de 1997, Róterdam (Países Bajos), Ahoy Rotterdam
- 26 de marzo de 1997, Roma (Italia), PalaLottomatica

abril
- 2 de abril de 1997, Niza (Francia), Theatre De Verdure
- 4 de abril de 1997, París (Francia), Olympia
- 5 de abril de 1997, Lion  (Francia), Bourse Du Travail
- 17 de abril de 1997, Palma de Mallorca (España), Plaza de Toros de Maiorca
- 19 de abril de 1997, Valencia (España), Plaza de toros de Valencia
- 20 de abril de 1997, Murcia (España), Plaza de Toros de Murcia
- 22 de abril de 1997, Zaragoza (España), Palacio Municipal de Deportes
- 23 de abril de 1997, Madrid (España), Palacio de Deportes de la Comunidad de Madrid
- 25 de abril de 1997, Barcelona (España), Palau Sant Jordi
- 27 de abril de 1997, Granada (España), Palacio Municipal de Deportes de Granada
- 28 de abril de 1997, Málaga (España), Plaza de toros de La Malagueta
- 30 de abril de 1997, Lisboa (Portugal), Praça de touros de Campo Pequeno

mayo
- 2 de mayo de 1997, La Coruña (Spagna),  Coliseum da Coruña
- 3 de mayo de 1997, Gijón (Spagna), Palacio de Deportes de Gijón
- 7 de mayo de 1997, Caracas (Venezuela), Poliedro de Caracas
- 10 de mayo de 1997, San Juan (Puerto Rico), Stadio Hiram Bithorn
- 13 de mayo de 1997, Río de Janeiro (Brasil), Metropolitan
- 14 de mayo de 1997, San Paolo (Brasile), Palace
- 16 de mayo de 1997, San Paolo (Brasil), Olympia
- 17 de mayo de 1997, San Paolo (Brasil), Olympia
- 19 de mayo de 1997, San Paolo (Brasil), Olympia
- 20 de mayo de 1997, San Paolo (Brasil), Olympia
- 22 de mayo de 1997, Curitiba (Brasil), Curitiba Forum
- 24 de mayo de 1997, Porto Alegre (Brasil), Gigantinho
- 27 de mayo de 1997, Buenos Aires (Argentina), Teatro Opera
- 29 de mayo de 1997, Santiago del Chile (Chile), Teatro Caupolicán

junio
- 1 de junio de 1997, Cuzco (Perù), Festival Internacional Cusqueña
- 3 de junio de 1997, Lima (Perù), Jockey Plaza
- 6 de junio de 1997, Bogotà (Colombia), Palacio de los Deportes de Bogotá
- 10 de junio de 1997, Città del Messico (Messico), Auditorio Nacional
- 11 de junio de 1997, Città del Messico (Messico), Auditorio Nacional
- 13 de junio de 1997, Santo Domingo (Repubblica Dominicana), Teatro Aragua
- 14 de junio de 1997, Santo Domingo (Repubblica Dominicana), Teatro Aragua
- 17 de junio de 1997, San José (Costa Rica), Estadio Nacional de Costa Rica
- 19 de junio de 1997, Ciudad del Guatemala (Guatemala), Tikal Futura
- 21 de junio de 1997, Monterrey (México), Auditorio Banamex
- 24 de junio de 1997, Toronto (Canadá), Roy Thomson Hall
- 26 de junio de 1997, Miami (Stati Uniti), James L. Knight Center
- 28 de junio de 1997, Atlantic City (Stati Uniti), Trump Taj Mahal